# نانسي أوفرتون
نانسي أوفرتون (بالإنجليزية: Nancy Overton)‏ هي مغنية أمريكية، ولدت في 6 فبراير 1926 في نيويورك في الولايات المتحدة، وتوفيت في 5 أبريل 2009 في Blairstown, New Jersey ‏ في الولايات المتحدة بسبب سرطان المريء.

## وصلات خارجية
- نانسي أوفرتون على موقع IMDb (الإنجليزية)
- نانسي أوفرتون على موقع ميوزك برينز (الإنجليزية)